# Epic Drama
Epic Drama este un canal de televiziune, lansat pe 14 decembrie 2017 în țări precum Bulgaria, Bosnia și Herțegovina, Croația, Republica Cehă, Estonia, Grecia, Letonia, Lituania, Macedonia, Muntenegru, Polonia, România, Serbia, Slovacia, Slovenia, Turcia, Ucraina și Ungaria.